# SMS Hindenburg
La SMS Hindenburg fu un incrociatore da battaglia (Schlachtkreuzer in lingua tedesca), terza unità della classe Derfflinger.
La nave fu battezzata in onore del feldmaresciallo Paul von Hindenburg, vincitore della battaglia di Tannenberg (1914) nella prima guerra mondiale. Fu l'ultima nave da battaglia costruita dai cantieri tedeschi prima della fine della guerra.
L'Hindenburg entrò in servizio tardi per partecipare alle principali azioni della Hochseeflotte, come ammiraglia del I. Aufklärungsgruppe (I Gruppo da ricognizione) effettuò alcune incursioni tra il 1917 ed il 1918 senza scontri importanti con il nemico. Alla fine della guerra, l'Hindenburg fu condotta insieme alla maggior parte della Hochseeflotte presso la base di Scapa Flow mentre venivano discusse le clausole del trattato di Versailles.
Il 21 giugno 1919 la flotta preferì autoaffondarsi che cadere in mani britanniche. L'Hindenburg fu l'ultima nave tedesca ad affondare.

## Costruzione

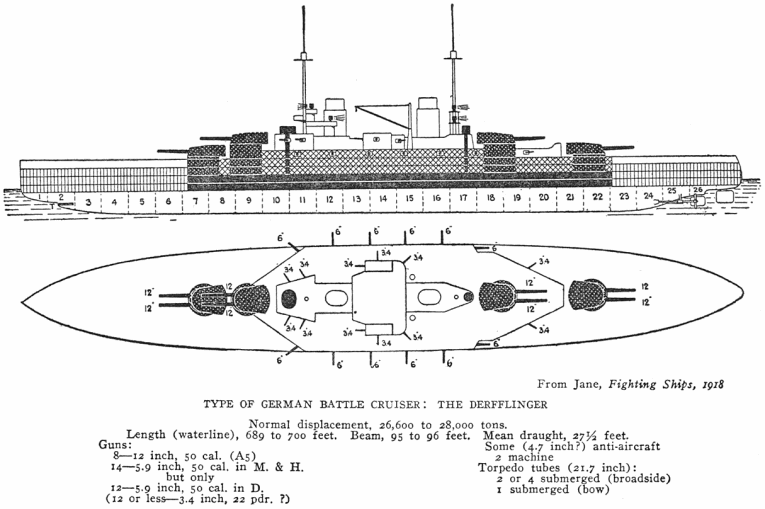
Pianta e profilo della classe Derfflinger, a cui appartiene la Hindenburg, da Janes Fighting Ships, 1919. Evidenziate, in nero, le parti corazzate.

L'Hindenburg fu costruito dai cantieri Kaiserliche Werft in Wilhelmshaven.
Progettato come rimpiazzo dell'incrociatore protetto SMS Hertha, l'Hindenburg fu impostato il 30 giugno 1913. Varato il primo agosto 1915, a causa della variazione delle priorità delle costruzioni belliche, non poté essere completato fino al 10 maggio 1917, non potendo partecipare alle più importanti azioni della flotta tedesca. All'epoca i servizi d'informazione della marina britannica ritenevano che i ritardi all'entrata in servizio fossero dovuti alla necessità di usare parti dell'Hindeburg per riparare il Derfflinger danneggiato in seguito alla battaglia dello Jutland del giugno 1916. Effettivamente l'allestimento procedette molto lentamente per la mancanza di manodopera.
L'armamento principale dell'Hindenburg era costituito da otto cannoni da 305 mm 30,5 cm SK L/50 posti in quattro torrette binate come nelle altre navi della classe. L'affusto dei cannoni era però differente, il Drh LC/1913 che era una versione migliorata del tipo Drh LC/1912 montato sul Derfflinger e sul Lützow—gli affusti dell'Hindenburg permettevano un'elevazione di 16°, contro i 13.5° del modello precedente.
Questo permetteva ai cannoni installati nelle torrette Drh LC/1913 un vantaggio nella gittata di circa 2.000 m sui modelli precedenti. Come il Lützow, era armato con 14 cannoni da 150 mm SK L/45 e quattro tubi lanciasiluri da 600 mm a differenza del Derfflinger che montava dodici cannoni da 150 mm e i lanciasiluri erano da 500 mm. Più lunga di 2,5 m e più pesante di 300 t, l'Hindenburg era anche più veloce, raggiunse i 26,6 nodi durante le prove mentre il Derfflinger poteva raggiungere i 25,5 nodi.

## Servizio

### Prima guerra mondiale
L'Hindenburg fu l'ultima nave da battaglia completata per la marina imperiale tedesca, ebbe perciò un breve impegno bellico. Pienamente operativa solo per il 20 ottobre 1917 non partecipò alle principali battaglie navali della prima guerra mondiale.
Il 17 novembre l'Hindenburg e la Moltke, insieme agli incrociatori leggeri del II gruppo da ricognizione, fornivano supporto tattico ai dragamine al largo della costa tedesca quando questi vennero attaccati da navi britanniche. la squadra della Royal Navy comprendeva il nuovo incrociatore Repulse, la Courageous e la Glorious.
La battaglia fu breve, quando l'Hindenburg e la Moltke arrivarono su luogo dello scontro le navi britanniche si erano già ritirate.
Il 23 novembre, l'Hindenburg sostituì la SMS Seydlitz come ammiraglia del I Gruppo da ricognizione.

### Incursione del 23 aprile 1918
Verso la fine del 1917, le squadre di incrociatori e cacciatorpediniere della Hochseeflotte iniziarono a disturbare i convogli britannici verso la Norvegia. Il 17 ottobre gli incrociatori leggeri Brummer e Bremse intercettarono uno dei convogli, affondando nove delle 12 navi da trasporto ed i due cacciatorpediniere di scorta —Mary Rose e Strongbow— per poi far ritorno in Germania. Il 12 dicembre, quattro cacciatorpediniere tedeschi assalirono un secondo convoglio britannico composto da cinque trasporti e da due cacciatorpediniere britannici. Tutte le cinque navi trasporto furono affondate insieme ad uno dei cacciatorpediniere. In seguito a questi attacchi l'ammiraglio David Beatty, al comando della Grand Fleet, inviò delle navi da battaglia per proteggere i convogli. La marina tedesca aveva così l'opportunità che aveva cercato per tutta la guerra: una parte della superiore flotta britannica era isolata e poteva essere distrutta. Il viceammiraglio Franz von Hipper preparò l'operazione: gli incrociatori da battaglia del I gruppo da ricognizione, con una scorta di incrociatori e cacciatorpediniere, avrebbe attaccato uno dei grandi convogli, mentre il resto della Hochseeflotte rimaneva in attesa pronta ad attaccare la squadra di navi da battaglia britanniche. Alle 05:00 del 23 aprile 1918, la flotta tedesca, con l'Hindenburg in testa, partì dai canali di Schillig, 20 km a nord di Wilhelmshaven. Hipper ordinò di ridurre al minimo le comunicazioni radio per impedire ai servizi d'informazione britannici di intercettare messaggi che potessero rivelare le sue intenzioni. Alle 06:10 la squadra degli incrociatori da battaglia aveva raggiunto una posizione circa a 60 km a sud-ovest di Bergen, quando il Moltke fu colpito da un'avaria: l'elica di dritta si sfilò dall'asse, e prima che si potesse fermare le turbine, un ingranaggio di riduzione andò in pezzi. Le schegge dell'ingranaggio distrutto penetrarono in un condensatore ausiliario, che allagò la sala macchine e bloccò il funzionamento delle turbine di dritta e di centro. L'acqua di mare contaminò le caldaie, la velocità della nave si ridusse a soli quattro nodi; per le 08:45, il capitano della Moltke trasmise a Scheer che la sua nave era "fuori controllo", e che era necessario rimorchiarla. Alle 10:13, la nave da battaglia SMS Oldenburg fu tolta dalla formazione per rimorchiare la Moltke in porto. Nonostante questi gravi inconvenienti, Hipper continuò la sua rotta verso nord. Per le 14:10, non era ancora stato avvistato il convoglio, e così Hipper decise di ritirarsi in acque tedesche. Fu in seguito scoperto che il convoglio aveva lasciato i porti di partenza un giorno dopo rispetto a quanto previsto dal comando strategico tedesco.

### Operazioni successive

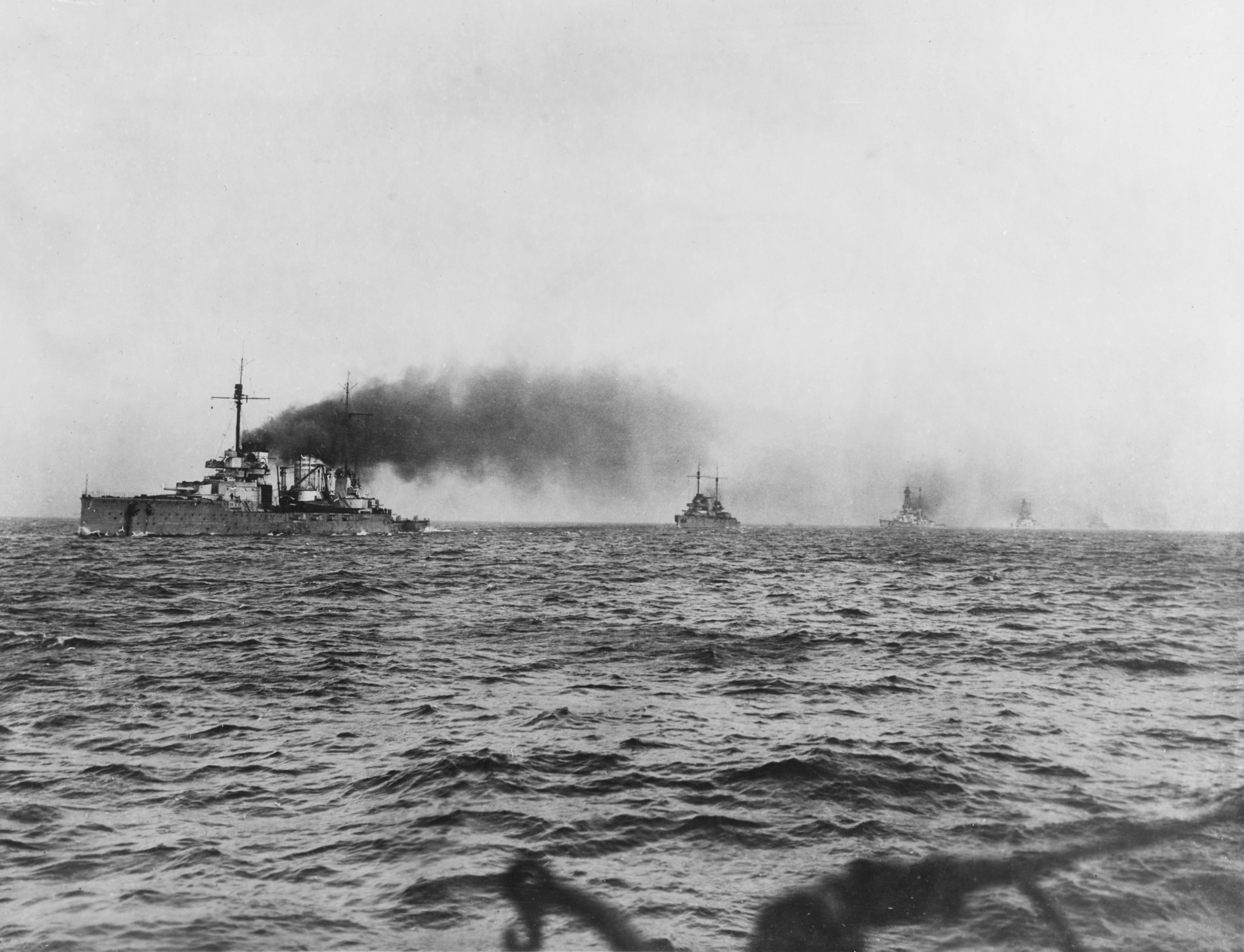
Il Seydlitz guida gli incrociatori da battaglia tedeschi verso Scapa Flow.

L'undici agosto 1918, Hipper fu promosso ammiraglio e gli fu affidato il comando della Hochseeflotte. Il contrammiraglio Ludwig von Reuter sostituì Hipper al comando del I.Aufklärungsgruppe (I Gruppo da ricognizione); la sua bandiera fu issata sull'Hindenburg il giorno dopo.
L'Hindenburg avrebbe dovuto partecipare all'ultima azione dellaHochseeflotte. Dalla base di Wilhelmshaven, la flotta tedesca, si sarebbe diretta in forze contro le coste inglesi per affrontare la Grand Fleet; Scheer —ora il Großadmiral della flotta— si proponeva di infliggere il massimo dei danni alla flotta britannica, per ottenere migliori condizioni di resa, sacrificando la flotta tedesca. Ma, mentre la flotta si riuniva a Wilhelmshaven, i marinai, stanchi della guerra, iniziarono a disertare in massa. Mentre la Von der Tann e la Derfflinger passavano attraverso le chiuse che dividevano il porto interno di Wilhelmshaven e i canali esterni, circa 300 uomini, da entrambe le navi, si calarono dalle murate e scapparono sulle rive.
Il 24 ottobre 1918, fu dato l'ordine di salpare da Wilhelmshaven. Dalla notte del 29 ottobre, i marinai di numerose navi si ammutinarono; tre navi della III Squadra si rifiutarono di levare le ancore, ed atti di sabotaggio si verificarono a bordo delle navi da battaglia SMS Thüringen e SMS Helgoland. L'ordine di partenza fu ritirato di fronte alla rivolta. Nel primo novembre 1918, iniziò la Rivoluzione tedesca; portò all'Armistizio che pose fine alla guerra.

### Destino finale

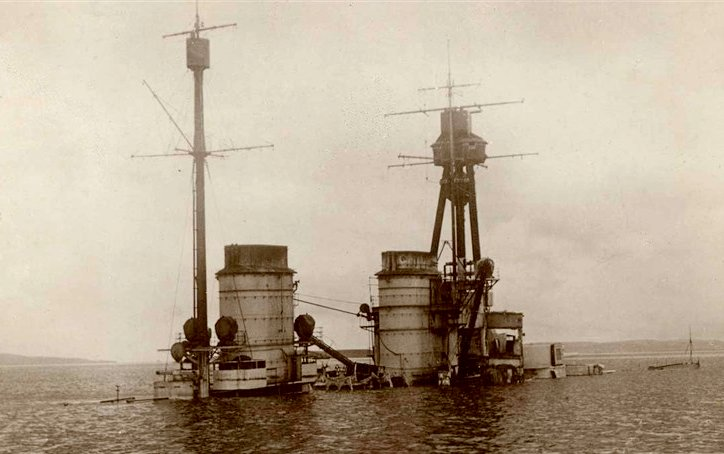
IHindenburg affondata a Scapa Flow

L'Hindenburg si arrese, con il resto della Hochseeflotte, il 24 novembre 1918 venendo quindi scortato presso Scapa Flow.
Ritenendo che il trattato di Versailles fosse stato siglato e le sue navi destinate ad essere requisite dai britannici, il contrammiraglio von Reuter ordinò l'affondamento della Hochseeflotte il 21 giugno 1919, mentre la Grand Fleet era in esercitazione. Le navi affondarono in due ore e quindici minuti. I'Hindenburg fu l'ultima nave ad affondare, alle 17:00. Fu fatta affondare su di un fondale basso e uniforme per permettere una facile evacuazione all'equipaggio. Fu recuperata il 23 luglio 1930 e demolita presso i cantieri di Rosyth tra il 1930 ed il 1932. La campana della nave fu restituita alla Marina Federale Tedesca il 28 maggio 1959.

### Riferimenti
1. 1 2  Gröner, p. 57
2. ↑  Campbell, p. 56
3. 1 2 3  Staff, p. 42
4. ↑  Gröner, p. 56
5. ↑  Campbell, p. 57
6. ↑  Staff, p. 36
7. ↑  Gröner, pp. 56–57
8. 1 2  Gardiner and Gray, p. 40
9. ↑  Massie, p. 747
10. ↑  Massie, pp. 747–748
11. 1 2 3 4 5  Massie, p. 748
12. ↑  Staff, p. 17
13. ↑  Tarrant, pp. 280–281
14. ↑  Massie, p. 775
15. ↑  Tarrant, pp. 281–282
16. ↑  Reuter, p. 154
17. ↑  Reuter, p. 153
18. ↑  Van der Vat, p. 177
19. ↑  Filmato d'epoca The Hindenburg's last voyage (L'ultimo viaggio dell'Hindenburg), 23 luglio 1930.